# Piptospatha ridleyi
Piptospatha ridleyi är en kallaväxtart som beskrevs av Nicholas Edward Brown och Joseph Dalton Hooker. Piptospatha ridleyi ingår i släktet Piptospatha och familjen kallaväxter. Inga underarter finns listade.